# Castrillo de la Reina
Castrillo de la Reina est une commune d'Espagne dans la communauté autonome de Castille-et-León, province de Burgos. Elle s'étend sur 14,45 km2 et comptait environ 228 habitants en 2011.